# Madaraszpapagei
Der Madaraszpapagei (Psittacella madaraszi), auch als Madarasz-Bindensittich oder Schuppenkopfpapagei bezeichnet ist eine Vogelart aus der Gattung der Bindensittiche. Die Art kommt endemisch auf der Insel Neuguinea vor.
Er ist nach dem ungarischen Ornithologen Gyula Madarász benannt, der im 19. Jahrhundert mehrere Forschungsreisen nach Südostasien unternahm.

## Merkmale
Die Grundfarbe des Gefieders ist grün. Der Schnabel ist bläulich, die Augen rot. Das Männchen hat einen braunen Kopf mit gelben Flecken im Nacken. Im Gegensatz zum sehr ähnlichen Olivpapagei erstreckt sich die braune Farbe des Kopfes nicht bis auf den Bauch hinab. Das Weibchen hat einen grünen Kopf mit bläulicher Stirn. Vom Kopf zieht sich über den Rücken eine braun-grüne Bänderung herab. Die Jungvögel ähneln dem Weibchen.

## Habitat
Tropische Gebirgswälder auf einer Höhenstufe von 1150 bis 2500 m.

## Ernährung
Früchte, Samen, Beeren und Blätter.